# Stary Sambor

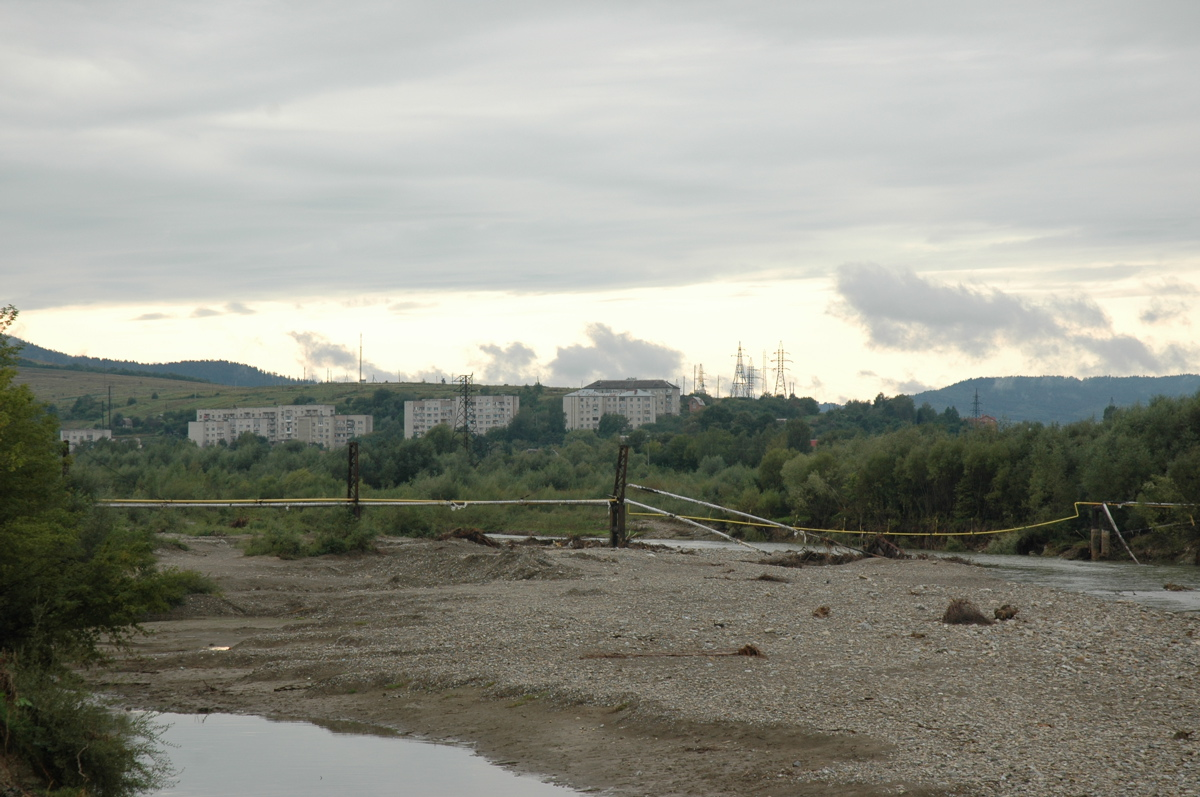
Widok na Stary Sambor i Dniestr

Stary Sambor (do końca 1899 Staremiasto; ukr. Старий Самбір, Staryj Sambir) – miasto na Ukrainie, siedziba hromady (wcześniej rejonu) w obwodzie lwowskim Ukrainy nad Dniestrem, nieopodal granicy z Polską. 6531 mieszkańców (2020), dla porównania w 2001 było ich 5603.
Miasto królewskie lokowane w 1425 roku położone było w XVI wieku w województwie ruskim. W granicach miasta, na północy, znajduje się dawniej samodzielna wieś Smolnica.
W mieście znajduje się rzymsko-katolicka parafia św. Mikołaja.

## Historia
Data powstania miejscowości nie jest pewna. Stary Sambor wzmiankowany jest po raz pierwszy w roku 1378 jako własność nadana Herburtom. Jednak informacje dotyczące tutejszej cerkwi pochodzą z 1303. Wiadomo także, iż Sambor, założony po zniszczeniu Starego Sambora, istniał w 1241. Z 1501 pochodzi pierwsza wzmianka o tutejszym kościele rzymskokatolickim. Prawa miejskie uzyskał Stary Sambor w roku 1553. Z 1554 pochodzą pierwsze wzmianki o Żydach osiedlających się w mieście. W 1569 roku miasto uzyskało przywilej de non tolerandis Judaeis. Dzielnica żydowska znalazła się na wschód od rynku. Zapewne w XVI wieku powstał nowy kościół. W 1668 powstał ratusz, który jest jednym z najstarszych na tym terenie. W XVIII wieku odbył się remont kościoła. Do 1772 województwo ruskie, ziemia przemyska.
Od rozbiorów Polski (1772) w składzie Królestwa Galicji i Lodomerii. Przypuszczalnie w XIX wieku powstał cmentarz żydowski, a pod koniec tego stulecia synagoga. W 1880 miasto liczyło 3482 mieszkańców, z czego 1399 grekokatolików, 704 rzymskich katolików, 1377 Żydów oraz 2 osoby innych wyznań. W 1881 kościół został zamknięty z powodu jego złego stanu technicznego. W 1890 powstał nowy kościół. Od roku 1905 przez miejscowość prowadziła linia kolejowa łączącą Użhorod z Samborem, powstał dworzec kolejowy.
W 1921 miasto liczyło 4314 mieszkańców, z czego 1534 to Żydzi. W okresie międzywojennym Stary Sambor był miastem powiatowym województwa lwowskiego w niepodległej Polsce, siedzibą urzędu skarbowego oraz innych urzędów i instytucji państwowych. W tym czasie starostą był Ludwik Smalawski. 1 kwietnia 1932 w związku z likwidacją powiatu starosamborskiego miasto włączono do powiatu samborskiego.
Po przegranej przez Polskę kampanii wrześniowej Stary Sambor znalazł się w części zajętej przez ZSRR. Od 4 grudnia 1939 znajdował się w składzie USRR, w obwodzie drohobyckim. 
3 lipca 1941, po ataku Niemiec na ZSRR, miasto znalazło się pod okupacją niemiecką. Tego dnia Niemcy dali Ukraińcom na 24 godziny "wolną rękę" w postępowaniu wobec Żydów. Zakończyło się to pogromem, w którym zamordowano od 32 do 60 Żydów.
Od 1 sierpnia 1941 na terenie powiatu Sambor Dystryktu Galicja w składzie Generalnego Gubernatorstwa. W sierpniu 1942 Niemcy wywieźli starosamborskich Żydów do obozu zagłady w Bełżcu. 
W czasie okupacji niemieckiej mieszkająca tutaj do początku 1943 roku (wysiedlenie do centralnej Polski) polska rodzina Plauszewskich opiekowała się żydowskim dzieckiem Leą Wicner. W 1995 roku Instytut Jad Waszem uhonorował za to pośmiertnie tytułami Sprawiedliwych wśród Narodów Świata Feliksa i Stefanię Plauszewskich.
Sambor stał się schronieniem dla tysięcy osób z okolicznych wiosek przed atakami OUN-UPA. Jednak w latach 1939 - 1945 nacjonaliści ukraińscy zamordowali w mieście lub na drogach do niego prowadzących 52 Polaków.
9 sierpnia 1944 miasto zostało zajęte przez wojska radzieckie. Po II wojnie światowej ponownie w składzie Ukraińskiej Socjalistycznej Republiki Radzieckiej – początkowo w obwodzie drohobyckim, później ponownie we lwowskim. Po uzyskaniu w 1991 niepodległości przez Ukrainę w jej składzie.
Rejon starosamborski należy do transgranicznego mikroregionu Dolina Wiaru.

## Ważniejsze obiekty
- Rynek miejski
- Ratusz miejski z 1668 r.
- Najstarszy kościół rzymskokatolicki – rozebrany w XVI wieku
- Stary kościół rzymskokatolicki – wzniesiony w XVI wieku, remontowany w XVIII wieku, zamknięty w 1881 r.
- Kościół rzymskokatolicki z 1890, konsekrowany w 1903 r.
- Stara cerkiew prawosławna z 1303 r. – nieistniejąca
- Cerkiew św. Mikołaja w Starym Samborze – cerkiew greckokatolicka z 1830 r.
- Synagoga w Starym Samborze
- Cmentarz żydowski w Starym Samborze

## Związani ze Starym Samborem
- Michał Krasicki – polski ziemianin, marszałek rady c. k. powiatu starosamborskiego
- Józef Jarema – polski malarz
- Maria Jarema – polska malarka, rzeźbiarka i scenografka
- Mikołaj Zyblikiewicz – polski samorządowiec, prezydent Krakowa

## Honorowi obywatele
- Anatol Lewicki – starosta powiatowy staromiejski, m.in. w 1888[12], 1889, Honorowy obywatel Bóbrki[13].

## Miasta partnerskie
- Kostrzyn, Oświęcim, Ustrzyki Dolne, Snina, Kolbuszowa